# Tempo di attacco della sonorità
In fonetica, il tempo di attacco della sonorità, comunemente abbreviato con l'acronimo inglese VOT (voice onset time), è una caratteristica della produzione delle consonanti occlusive. È definito come l'intervallo di tempo che passa tra quando una consonante occlusiva viene rilasciata e quando comincia la sonorizzazione (cioè la vibrazione delle pliche vocali) o, secondo gli autori, la periodicità. Alcuni autori usano valori negativi per marcare la sonorizzazione che comincia durante il periodo della chiusura articolatoria per la consonante, e continua nel rilascio per quelle occlusive sonore non aspirate in cui non vi è la sonorizzazione presente al momento della chiusura articolatoria.

Una rappresentazione grafica del VOT delle plosive sonore e sorde, rispettivamente non aspirate e aspirate

Il concetto di tempo di attacco della sonorità può essere ricondotto fino al XIX secolo, quando Adjarian (1899: 119) studiò le occlusive armene, e le caratterizzò in base alla «relation qui existe entre deux moments: celui où la consonne éclate par l'effet de l'expulsion de l'air hors de la bouche, ou explosion, et celui où le larynx entre en vibration» («relazione che esiste tra due momenti: quello in cui la consonante scoppia per effetto dell'espulsione dell'aria fuori dalla bocca, o esplosione, e quello in cui la laringe entra in vibrazione»). Tuttavia, il concetto diventerà «popolare» soltanto negli anni 1960, in un contesto descritto da Lin & Wang (2011: 514): «A quel tempo, vi era un dibattito in corso su quale attributo fonetico avrebbe consentito alle occlusive sonore e sorde di essere effettivamente distinte. Ad esempio, la sonorizzazione, l'aspirazione e la forza articolatoria erano alcuni degli attributi che venivano studiati regolarmente. In inglese, la "sonorizzazione" può distinguere con successo /b, d, g/ da /p, t, k/ quando le occlusive sono nelle posizioni mediane delle parole, ma questo non è sempre vero per le occlusive iniziali di parola. Strettamente parlando, le occlusive sonore iniziali di parola /b, d, g/ sono solo parzialmente sonore, e a volte sono perfino sorde.» Il concetto di VOT acquisterà finalmente il suo nome nel famoso studio di Lisker & Abramson (1964).
Tuttavia, nel definire il VOT in alcune lingue sorsero una serie di problemi, e c'è attualmente un appello a riconsiderare se questo parametro sintetico del discorso dovrebbe essere usato per sostituire parametri dei modelli articolatori o aerodinamici che non hanno questi problemi e che hanno un più forte significato esplicativo. Come nella discussione di sotto, qualsiasi spiegazione delle variazioni del VOT ricondurrà inevitabilmente a tali concetti aerodinamici e articolatori, e non c'è ragione presentata per la quale il VOT aggiunga qualcosa ad un'analisi, se non il fatto che, come parametro acustico, possa essere a volte più facile da misurare di un parametro aerodinamico (pressione o flusso d'aria) o di un parametro articolatorio (intervallo di chiusura o durata, estensione e tempo di un movimento adduttorio delle pliche vocali).

Secondo l'analisi del VOT, i tre principali tipi di fonazione delle occlusive possono essere analizzati in termini del loro tempo di attacco della sonorità.

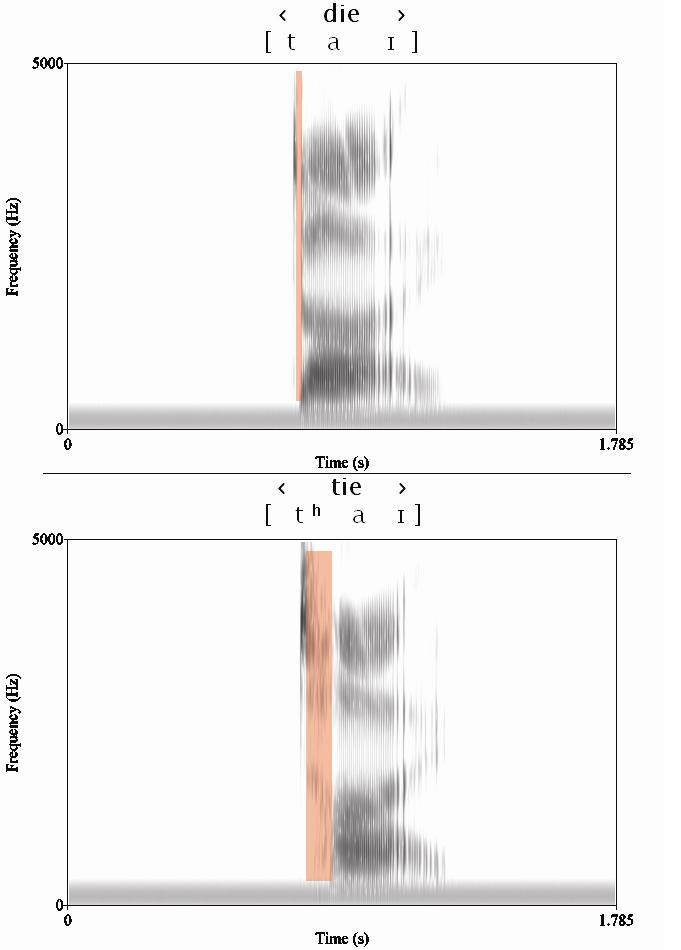
Spettrogrammi del tempo di attacco della sonorità per le parole inglesi tie e die. La pausa sorda tra il rilascio e la sonorizzazione è evidenziata in rosso. Qui il fonema //t// ha un VOT di 95 ms., e //d// ne ha uno di 25 ms.

- Le occlusive sorde non aspirate semplici, talvolta chiamate occlusive tenui hanno un tempo di attacco della sonorità a zero o vicino a zero, che significa che la sonorizzazione di una sonorante successiva (come una vocale) comincia quando o vicino a quando la occlusiva è rilasciata. (Una compensazione di ms o meno su [t] e di 30 ms o meno su [k] è inudibile, e conta come tenue.)

- Le occlusive aspirate seguite da una sonorante hanno un tempo di attacco della sonorità maggiore di questa quantità, chiamato VOT positivo. La lunghezza del VOT in tali casi è una misura pratica dell'aspirazione: più lungo è il VOT, più forte è l'aspirazione. Nel navajo, per esempio, che è fortemente aspirato, l'aspirazione (e pertanto il VOT) dura due volte più a lungo di quanto fa in inglese: 160 ms vs. 80 ms per [kʰ], e 45 ms per [k]. Alcune lingue hanno un'aspirazione più debole dell'inglese. Per le occlusive velari, [k] tenue ha tipicamente un VOT di 20-30 ms, [k] debolmente aspirata di circa 50-60 ms, [kʰ] moderatamente aspirata si aggira in media su ha un valore medio di 80-90 ms, e qualunque cosa molto al di sopra di 100 ms sarebbe considerata aspirazione forte. (Un'altra fonazione, la sonora mormorata, è chiamata comunemente aspirazione sonora; per applicare ad essa la misura del VOT, occorre intendere il VOT come l'attacco della sonorizzazione modale. Naturalmente, una consonante aspirata non sarà sempre seguita da un suono sonoro, nel qual caso il VOT non può essere usato per misurarla.)

- Le occlusive sonore hanno un tempo di attacco della sonorità notevolmente minore di zero, un VOT negativo, che significa che le corde vocali iniziano a vibrare prima che la occlusiva sia rilasciata. Con una occlusiva completamente sonororizzata, il VOT coincide con l'attacco dell'occlusiva; con una occlusiva parzialmente sonorizzata, come le inglesi [b, d, ɡ] in posizione iniziale, la sonorizzazione comincia a un certo punto durante la chiusura (occlusione) della consonante.

Poiché né l'aspirazione né la sonorizzazione è assoluta, essendovi gradi intermedi di entrambe, si usano spesso i termini relativi fortis e lenis, cioè forte e debole, per descrivere una serie di consonanti con VOT più elevato (più positivo), definite come fortis, e una seconda serie con VOT più basso (più negativo), definite come lenis. Naturalmente, essendo relativi, ciò che fortis e lenis significano in una lingua in generale non corrisponderà a ciò che significano in un'altra.
Il contrasto per sonorizzazione si applica a tutti i tipi di consonanti, ma l'aspirazione generalmente è una caratteristica solo delle occlusive e delle affricate.
|          | Tempo di attacco della sonorità | Esempi  | Esempi    | Esempi  | Esempi          | Esempi                    | Esempi       |
| -------- | ------------------------------- | ------- | --------- | ------- | --------------- | ------------------------- | ------------ |
| (fortis) | Aspirazione forte               |         |           | Tlingit | Navajo, coreano |                           |              |
| ↑        | Aspirazione moderata            | Inglese | Cantonese |         |                 |                           | Thai, armeno |
|          | Aspiration lieve                |         |           |         | Navajo, coreano |                           |              |
|          | Tenue                           |         | Cantonese | Tlingit | Coreano         | Spagnolo, giapponese std. | Thai, armeno |
| ↓        | Parzialmente sonora             | Inglese |           |         |                 |                           |              |
| (lenis)  | Completamente sonora            |         |           |         |                 | Spagnolo, giapponese std- | Thai, armeno |